# Erioptera (Meterioptera) festiva
Erioptera (Meterioptera) festiva is een tweevleugelige uit de familie steltmuggen (Limoniidae). De soort komt voor in het Oriëntaals gebied.